# Norrlandsknäcket
Norrlandsknäcket är en multisporttävling som varje år arrangeras av Iksu.
Tävlingen har historiskt arrangerats i Bjurholm men från och med 2006 går startskottet i Umeå.